# Matelote d'anguille
La matelote d'anguille est un mets de mariniers à base d'anguilles, coupées en morceaux, et cuisinées au vin rouge.

## Historique
Cette matelote s'est popularisée à la fin du XVIIIe siècle dans les guinguettes des bords de Marne (rivière) et de la Seine, où était servi du « guinguet », petit vin blanc aigre et bon marché produit en Île-de-France.
Deux gastronomes parisiens, dans les années 1780, avaient leurs habitudes au Gros Caillou, sur les bords de Seine :

« Ce lieu peuplé de guinguettes est sur le bord de la rivière, au-dessus des Invalides. Là, on mange des matelotes, objet définitif et chéri des gageures parisiennes. Une bonne matelote coûte un louis d'or ; mais c'est un manger délicieux, quand elle n'est pas manquée. Les cuisiniers les plus fameux baissent le pavillon devant tel marinier qui sait mélanger et apprêter la carpe, l'anguille et le goujon. Ils cèdent ce jour-là leur emploi à la main grossière qui manie l'aviron. Les cuisiniers ont beau être jaloux ; ils accommodent les autres plats, excepté la matelote ; ainsi l'ordonne tout maître friand ou connaisseur. »

Elle est l'héritière de la soringue d'anguille, un mets du XIVe siècle dont un bourgeois parisien donna la recette, en 1390, dans le Ménagier de Paris.

## Ingrédients
Outre les anguilles et le vin rouge, la réalisation de la matelote nécessite des champignons de Paris, des oignons grelots, un bouquet garni, des gousses d'ail, un verre de cognac, du fumet de poisson, ainsi que sel, poivre, farine, tranches de pain et persil haché.

## Préparation
Les anguilles tronçonnées sont mises à mariner dans du vin rouge, avec le cognac, l'oignon, le bouquet garni et les gousses d'ail écrasées. Puis la marinade est portée à ébullition avant l'ajout des morceaux d'anguille qui ont été mis à revenir avec un peu de vin et le fumet de poisson. Dans un roux sont ensuite ajoutés les champignons revenus à part avec les oignons grelots,. Cette sauce est ensuite versée sur les morceaux d'anguille. La matelote peut être servie avec des pommes vapeur, ou des tranches de pain sautées au beurre et persillées. Pour lui conserver son goût d'anguille et de vin, il importe surtout de l'assaisonner assez discrètement.

## Accord mets/vin
Traditionnellement la matelote est accompagnée du même vin rouge qui a servi à sa marinade, irancy, beaune, pinot-noir d'Alsace, corbières, bourgueil, chinon.